# Staffan Lindén
Anders Staffan Lindén, född 31 maj 1926 i Bollnäs, död 12 augusti 2000 i Gävle, var en svensk skämttecknare, bokillustratör, författare och läroverksadjunkt.

## Biografi
Lindén växte upp i Edsbyn. Han studerade vid Uppsala universitet och blev fil. mag. 1951. Han debuterade som tecknare i studenttidningen Ergo i Uppsala 1949.
Han är bland annat känd för Staffans stollar (1957–1988), som bestod av en teckning med kort text och nästan dagligen publicerades på Expressens ledarsida. Lindén var bosatt i Gävle.
Staffan Lindén var en uppskattad och finurlig berättare. Hans stollar sammanfattade ofta i en bild samhällsklimatet. Hans teckning med personen på molnet, under bränsleransoneringen på 1970-talet, som säger "Gud, vad bensin jag hade hemma i kåken" är ett dokument på den närvaron.
Han är begravd på Ovanåkers kyrkogård.
Han var far till Traste Lindén och bror till Göran Lindén.